# Anneau gossamer
Les anneaux transparents, anneaux de gaze, anneaux des fils de la vierge ou encore anneaux gossamer (gossamer signifie littéralement « gaze » en anglais) sont des anneaux de Jupiter, ou des sections d'un anneau parfois appelé globalement l'anneau transparent ou l'anneau gossamer. Ces anneaux sont l'anneau transparent interne, ou anneau d'Amalthée, et l'anneau transparent externe, ou anneau de Thébé, ce dernier se prolongeant par l'extension de Thébé.

## Caractéristiques
L'anneau gossamer est le plus externe des trois anneaux de Jupiter. Il s'agit d'un anneau très large et peu dense, principalement composé de poussières provenant des satellites Amalthée et Thébé.
Par convention, l'anneau gossamer est divisé en trois parties :
- L'anneau gossamer interne, ou anneau d'Amalthée, orbite entre 128 940  et   181 350 km de distance du centre de Jupiter ; d'une épaisseur de 2 600 km, il est bordé à l'extérieur par l'orbite d'Amalthée.
- L'anneau gossamer externe, ou anneau de Thébé, est situé entre 181 350  et   221 900 km de rayon ; d'une épaisseur de 8 800 km, il est bordé à l'extérieur par l'orbite de Thébé.
- L'extension de Thébé débute à partir de 221 900 km et s'étend jusqu'à 280 000 km du centre de la planète. Très peu dense, il s'évanouit progressivement dans le milieu interplanétaire au fur et à mesure que la distance à Jupiter augmente.

Cet anneau fut observé pour la première fois lors du survol du système jovien par la sonde Voyager 1 en mars 1979 ; il fut désigné temporairement par R/1979 J 3 (alias 1979 J3R).